# جيمس ر. غينز
جيمس ر. غينز (بالإنجليزية: James R. Gaines)‏ هو مؤرخ وصحفي أمريكي، ولد في 11 أغسطس 1947.